# Rhynchospora longa
Rhynchospora longa là loài thực vật có hoa trong họ Cói. Loài này được (Lindm.) H.Pfeiff. miêu tả khoa học đầu tiên năm 1935.